# Krystian Wieczorek
Krystian Wieczorek (ur. 5 sierpnia 1975 we Wrocławiu) – polski aktor telewizyjny i teatralny, prezenter telewizyjny, producent.

## Życiorys
Dzieciństwo spędził w Strzelinie. Ukończył naukę w szkole zawodowej i technikum wieczorowym. W młodości przez prawie siedem lat trenował taekwondo, a treningi przerwał z powodu kontuzji kolana. W 2003 został absolwentem Wydziału Aktorskiego we Wrocławiu Państwowej Wyższej Szkoły Teatralnej im. Ludwika Solskiego w Krakowie.
W latach 2004–2007 aktor Teatru Polskiego w Bydgoszczy. Od 2007 aktor Teatru Wybrzeże w Gdańsku.
Popularność przyniosły mu role serialowe: mecenasa Andrzeja Budzyńskiego w M jak miłość (od 2008) i komisarza Piotra Górskiego w Komisarzu Alexie (2017–2021). W 2013 zwyciężył w konkursie „Viva! Najpiękniejsi”, w którym czytelnicy dwutygodnika „Viva!” wybierali najpiękniejsze osobistości polskiego show-biznesu 2012.

## Życie prywatne
Od lipca 2016 jego żoną jest aktorka Maria Szafirska (ur. 1992), którą poznał na planie serialu M jak miłość. W marcu 2018 urodziła się ich córka, Aniela.

## Filmografia
| Rok       | Tytuł                   | Rola                                                          | Uwagi                                        |
| --------- | ----------------------- | ------------------------------------------------------------- | -------------------------------------------- |
| 2004      | M jak miłość            | pracownik firmy prowadzonej przez Justynę Badecką             | odc. 239                                     |
| 2005      | Pierwsza miłość         | mężczyzna w pubie „Chmiel” podrywający Kingę Żukowską         |                                              |
| 2007      | Kryminalni              | piłkarz Nowaczek                                              | odc. 68                                      |
| od 2008   | M jak miłość            | mecenas Andrzej Budzyński                                     |                                              |
| 2008–2010 | Czas honoru             | major Martin Halbe                                            | odc. 1-39                                    |
| 2008      | Trzeci oficer           | „Jankes”                                                      |                                              |
| 2008      | Twarzą w twarz          | policjant                                                     |                                              |
| 2009      | Dom nad rozlewiskiem    | Sławek Maj                                                    | odc. 11–13                                   |
| 2009      | Miasto z morza          | oficer grający w pokera                                       |                                              |
| 2009      | Miasto z morza          | oficer grający w pokera                                       | odc. 3                                       |
| 2009      | Naznaczony              | oficer                                                        | odc. 1                                       |
| 2010–2011 | Plebania                | ksiądz Kuba, wikariusz w Hrubieszowie                         |                                              |
| 2010–2011 | Na dobre i na złe       | Janusz                                                        | odc. 428, 430, 437                           |
| 2010      | Apetyt na życie         | Mateusz Lesicki, mąż Alicji                                   |                                              |
| 2010      | Miłość nad rozlewiskiem | Sławek Maj                                                    |                                              |
| 2011–2012 | Julia                   | Jan Janicki, brat Macieja                                     |                                              |
| 2011      | Hotel 52                | Aleksander, partner Grażyny                                   | odc. 31                                      |
| 2011      | Życie nad rozlewiskiem  | Sławek Maj, mąż Pauli                                         |                                              |
| 2012      | Nad rozlewiskiem        | Sławek Maj, mąż Pauli                                         |                                              |
| 2013      | AmbaSSada               | Ende, adiutant Hitlera                                        |                                              |
| 2013      | Julia 2                 | Jan Janicki                                                   |                                              |
| 2013–2014 | Cisza nad rozlewiskiem  | Sławek Maj, mąż Pauli                                         |                                              |
| 2013–2014 | To nie koniec świata    | Paweł Anuszkiewicz                                            |                                              |
| 2015–2016 | Blondynka               | organista Andrzej Błażejczyk, bratanek księdza, partner Jagny |                                              |
| 2015      | Aż po sufit!            | Rafał Stec                                                    | odc. 10                                      |
| 2016      | Artyści                 | aktor M. Żubrowski                                            | odc. 5                                       |
| 2017–2021 | Komisarz Alex           | komisarz Piotr Górski                                         | odc. 105–197                                 |
| 2017      | Zbliżenie               | Samuel                                                        | równocześnie debiut jako producent ww. filmu |
| 2019–2020 | W rytmie serca          | Dariusz, aktor, kochanek Katrin, dawnej gwiazdy rocka         | odc. 63, 64                                  |
| 2020      | Fisheye                 | Tomek                                                         |                                              |
| 2021–2022 | Komisarz Mama           | Andrzej Matejko                                               |                                              |
| 2021      | Cień                    | Hubert Wilczyński „Cień”                                      |                                              |
| od 2023   | Pierwsza miłość         | Adam Biernacki                                                |                                              |
| 2024      | Czerwone maki           | Kapral Czechowski                                             |                                              |

## Spektakle teatralne
- 2008: Poskromienie złośnicy, W. Szekspir, reż. Szymon Kaczmarek, Teatr Wybrzeże w Gdańsku
- 2008: Oni, S.I. Witkiewicz, reż. Jarosław Tumidajski, Teatr Wybrzeże w Gdańsku
- 2008: Więzienie powszechne, D. Dobbrow, reż. A. Orzechowski, Teatr Wybrzeże w Gdańsku
- 2007: Blaszany bębenek, G. Grass, reż. A. Nalepa, Teatr Wybrzeże w Gdańsku
- 2007: Powrót Odysa, S. Wyspiański, reż. P. Woziński, Teatr Polski w Bydgoszczy
- 2007: Tymon Ateńczyk, W. Szekspir, reż. M. Prus, Teatr Polski w Bydgoszczy
- 2006: Tramwaj zwany pożądaniem, T. Williams, reż. W. Rubin, Teatr Polski w Bydgoszczy
- 2006: Płatonow, A. Czechow, reż. A. Orzechowski, Teatr Polski w Bydgoszczy
- 2005: Plastelina, W. Sigariew, reż. G. Wiśniewski, Teatr Polski w Bydgoszczy
- 2005: Pierścień i róża, W. Thackeray, reż. Cz. Sieńko, Teatr Polski w Bydgoszczy
- 2005: Testament psa, A. Suassuna, reż. M.. Bogajewska, Teatr Polski w Bydgoszczy
- 2004: Czego nie widać, M. Frayn, reż. A. Orzechowski, Teatr Polski w Bydgoszczy
- 2004: Kamień i popioły, D. Denis, reż. I. Kempa, Teatr Polski w Bydgoszczy
- 2004: Talk show czyli Czwarte narodziny Anieli K., D. Ślepowrońska, reż. I. Kempa, Teatr Polski w Bydgoszczy
- 2004: Ryszard III, W. Szekspir, reż. J. Głomb, Teatr Polski w Bydgoszczy
- 2003: Projekt Topor według R. Topora, reż. P. Sieklucki, Teatr Zakład Anatomii Kraków
- 2002: Księżniczka na opak wywrócona, P. Calderon, reż. R. Brzyk, PWST we Wrocławiu
- 1997: Oświadczyny. Niedźwiedź, A. Czechow, reż. K. Kuliński, Teatr K2 we Wrocławiu

## Programy telewizyjne
W latach 2013–2015 był gospodarzem programu kryminalnego Geneza Grzechu, emitowanym w telewizji Discovery ID

## Nagrody
- 2008: Nagroda za rolę Tymona Ateńczyka w spektaklu Tymon Ateńczyk w reż. M. Prusa na III Ogólnopolskim Konkursie na inscenizację dawnych dzieł literatury europejskiej.
- 2006: Nagroda im. Konieczki za rolę w przedstawieniu Tramwaj zwany pożądaniem i Płatonow na V Festiwalu Prapremier Teatralnych w Bydgoszczy.
- 2005: Nagroda Magnolii za rolę Jajca w przedstawieniu Kamień i popioły D. Denisa w Teatrze Polskim w Bydgoszczy na Festiwalu Kontrapunkt w Szczecinie.
- 2005: Nagroda marszałka woj. kujawsko-pomorskiego z okazji Międzynarodowego Dnia Teatru.
- 2004: Nagroda wolontariuszy pracujących przy Festiwalu za rolę Jajca w przedstawieniu Kamień i popioły D. Denisa w Teatrze Polskim w Bydgoszczy na III Festiwalu Prapremier w Bydgoszczy.